# Гончарук Василь Михайлович
Васи́ль Миха́йлович Гончару́к (нар. 9 травня 1993 — 4 липня 2016) — старший матрос Збройних сил України, учасник російсько-української війни.

## Життєпис
Народився 1993 року в селі Осички (Подільський район, Одеська область).
9 липня 2015 року призваний до ЗСУ за мобілізацією. Проходив службу в 36-му десантному-штурмовому батальйоні морської піхоти; старший матрос, стрілець.
4 липня 2016 року увечері позиції українських вояків біля Широкиного обстріляли терористи з 120-мм мінометів. Василь загинув, ще четверо морських піхотинців зазнали поранень.
6 липня 2016 року відбулося прощання у Маріуполі. 7 липня похований в Осичках, у Савранському районі оголошено День жалоби та скасовано заходи до свята Івана Купала.
Без Василя в Маріуполі лишилася кохана дівчина.

## Нагороди та вшанування
- указом Президента України № 330/2016 від 11 серпня 2016 року «за особисту мужність і високий професіоналізм, виявлені у захисті державного суверенітету та територіальної цілісності України, вірність військовій присязі» — нагороджений орденом «За мужність» III ступеня (посмертно)[1]